# Mopsella sanguinea
Mopsella sanguinea is een zachte koraalsoort uit de familie Melithaeidae. De koraalsoort komt uit het geslacht Mopsella. Mopsella sanguinea werd in 1908 voor het eerst wetenschappelijk beschreven door Kükenthal. 